# 漫威電影宇宙：第五階段
漫威電影宇宙：第五階段（英語：Marvel Cinematic Universe: Phase Five）是基於漫威漫畫出版物中的角色製作的超級英雄系列電影和電視劇，是漫威電影宇宙的第五階段，由漫威影業開發製作，計劃於2023至2025年上映。華特迪士尼工作室電影負責發行本階段的電影項目，影集以及電視特輯均於Disney+首播。凱文·費吉擔當電影項目的製片人，並擔當影集和電視特輯的執行製片人。
本階段的電影包括保羅·路德和伊凡潔琳·莉莉回歸主演的《蟻人與黃蜂女：量子狂熱》，群像電影《星際異攻隊3》，布麗·拉森、泰娜·帕麗斯和伊曼·維拉尼回歸主演的《驚奇隊長2》、萊恩·雷諾斯和休·傑克曼回歸主演的《死侍與金鋼狼》、安東尼·麥凱回歸主演的《美國隊長：無畏新世界》、群像電影《雷霆特攻隊*》
本階段的Disney+電視劇包括山繆·傑克森領銜出演的跨界作品《秘密入侵》、湯姆·希德斯頓回歸主演的《洛基》第二季、動畫影集《無限可能：假如…？》第二季、阿拉奎·考克斯領銜主演的《迴聲》、凱薩琳·哈恩領銜主演的《阿嘉莎：無所不在》、查理·考克斯領銜主演的《夜魔俠：重生》以及多米妮克·索恩領銜主演的《鋼鐵心》。

## 開發
早在2014年，漫威影業總裁凱文·費吉表示已經將漫威電影宇宙故事線規劃至2028年。在2019年聖地牙哥國際漫畫展上，凱文·費吉宣布第四階段具體規劃，此外還有數個項目在不同的開發階段，包括馬赫夏拉·阿里主演的《刀鋒戰士》。凱文·費吉確認《刀鋒戰士》和此後宣布的數部影片均不屬於第四階段。2019年11月，《蟻人與黃蜂女》的續集進入開發階段，有望於2022年上映。12月，《無限可能：假如…？》第二季的開發工作開始。2020年4月，《驚奇隊長2》計劃於2022年7月8日上映。11月，據報漫威正在籌備開發《洛基》第二季。12月，《驚奇隊長2》檔期移至2022年11月11日，《星際異攻隊3》則定於2023年，同時宣佈《蟻人3》、《驚奇4超人》、《秘密入侵》、《鋼鐵心》和《裝甲戰爭》進入開發階段。凱文·費吉表示《秘密入侵》和《鋼鐵心》將與未來的漫威電影宇宙電影有所連結。當時，《驚奇隊長2》、《星際異攻隊3》和以上宣佈開發的影視作品都被認為是第四階段的一部分。
2021年3月，漫威宣布開發以「迴聲」瑪雅·洛佩茲為主角的《鷹眼》衍生影集。4月，漫威宣布開發影集《獵鷹與酷寒戰士》的續集電影《美國隊長4》。5月，漫威宣布《驚奇隊長2》的標題為The Marvels，同時宣佈《蟻人3》和《星際異攻隊3》的上映日期分別為2023年2月17日和5月5日。7月，漫威正式確定製作《洛基》第二季。10月，漫威把《驚奇隊長2》和《蟻人3》的上映日期進一步分別調整為2023年2月17日和7月28日。同月，《綜藝》報導稱漫威正在開發以阿嘉莎·哈克尼斯為主角的《汪達幻視》衍生影集。2021年11月，漫威正式確定開發《鷹眼》的衍生影集《迴聲》和《汪達幻視》的衍生影集《阿嘉莎：混沌女巫》。2022年3月，漫威計劃製作漫威Netflix系列電視劇《夜魔俠》的重啟影集。同月，漫威確定開發以「新星」理查·萊德為主角的影集。4月，漫威因《蟻人3》的製作比《驚奇隊長2》快而互換了兩部電影的上映日期。5月，漫威正式確認開發《夜魔俠》Disney+重啟影集。
其後，凱文·費吉表示下一個傳奇的資訊將會在數月內公佈，而且漫威將“更直接”地說明未來的計劃、為觀眾提供更宏大的規劃藍圖，使他們可以通過第四階段埋下的線索得知多一點的未來計劃。2022年7月，費吉在聖地牙哥國際漫畫展中宣佈《黑豹2：瓦干達萬歲》將會是第四階段最後一部電影，而《蟻人3》、《星際異攻隊3》、《驚奇隊長2》、《秘密入侵》、《鋼鐵心》、《洛基》第二季、《迴聲》和《阿嘉莎：混沌女巫》則會是第五階段的一部分；同時宣佈了《夜魔俠：重生》、《美國隊長：無畏新世界》以及第四階段至第六階段的合稱——「多重宇宙傳奇」。10月，《刀鋒戰士》因與製作相關的事宜而推遲至2024年9月6日上映。12月，《迴聲》推遲至2023年底12月左右首播。2023年2月初，迪士尼首席執行官羅伯特·艾格宣布公司將重新評估輸出量，作為未來幾年削減成本的一種方式。隨後，費吉在回顧短期內的第四階段Disney+發佈量時，預計漫威影業會考慮將第五和第六階段Disney+影集的發佈時間隔開或每年減少發佈項目，以“讓它們全都有機會發光發熱”。2023年6月，受2023年美國編劇協會大罷工影響，漫威影業調整了第五階段部分電影的上映日期，而《死侍與金鋼狼》確定為第五階段的電影。2023年11月，隨著演員工會罷工結束，漫威影業重新調整了第五和六階段部分電影的上映日期
。

## 電影
| 序 | 電影                       | 美國上映日期   | 導演          | 編劇                                                                              | 監製                                    | 狀態   |
| -- | -------------------------- | -------------- | ------------- | --------------------------------------------------------------------------------- | --------------------------------------- | ------ |
| 31 | 《蟻人與黃蜂女：量子狂熱》 | 2023年2月17日  | 派頓·瑞德     | 傑夫·洛夫尼斯                                                                     | 凱文·費吉 史提芬·布魯薩德 （ 英语 ： Stephen Broussard） | 已上映 |
| 32 | 《星際異攻隊3》            | 2023年5月5日   | 詹姆斯·岡恩   | 詹姆斯·岡恩                                                                       | 凱文·費吉                               | 已上映 |
| 33 | 《驚奇隊長2》              | 2023年11月10日 | 妮亞·達科斯塔 | 梅根·麥克唐納 妮亞·達科斯塔 艾莉莎·克拉希克（ ） 贊伯·威爾斯 （ 英语 ： Zeb Wells） [ 44 ] | 凱文·費吉                               | 已上映 |
| 34 | 《死侍與金鋼狼》           | 2024年7月26日  | 薛恩·李維     | 雷特·瑞斯 保羅·韋尼克 贊伯·威爾斯 （ 英语 ： Zeb Wells） 薛恩·李維 萊恩·雷諾斯 [ 46 ]      | 凱文·費吉 萊恩·雷諾斯 薛恩·李維         | 已上映 |
| 35 | 《美國隊長：無畏新世界》   | 2025年2月14日  | 朱利斯·歐納   | 麥爾坎·斯貝爾曼 達蘭·穆森 [ 19 ]                                                  | 凱文·費吉 內特·摩爾 （ 英语 ： Nate Moore (film producer)）       | 已上映 |
| 36 | 《雷霆特攻隊*》            | 2025年5月2日   | 傑克·史崔爾   | 艾瑞克·皮爾森                                                                     | 凱文·費吉                               | 已上映 |

#### 《蟻人與黃蜂女：量子狂熱》（2023年）

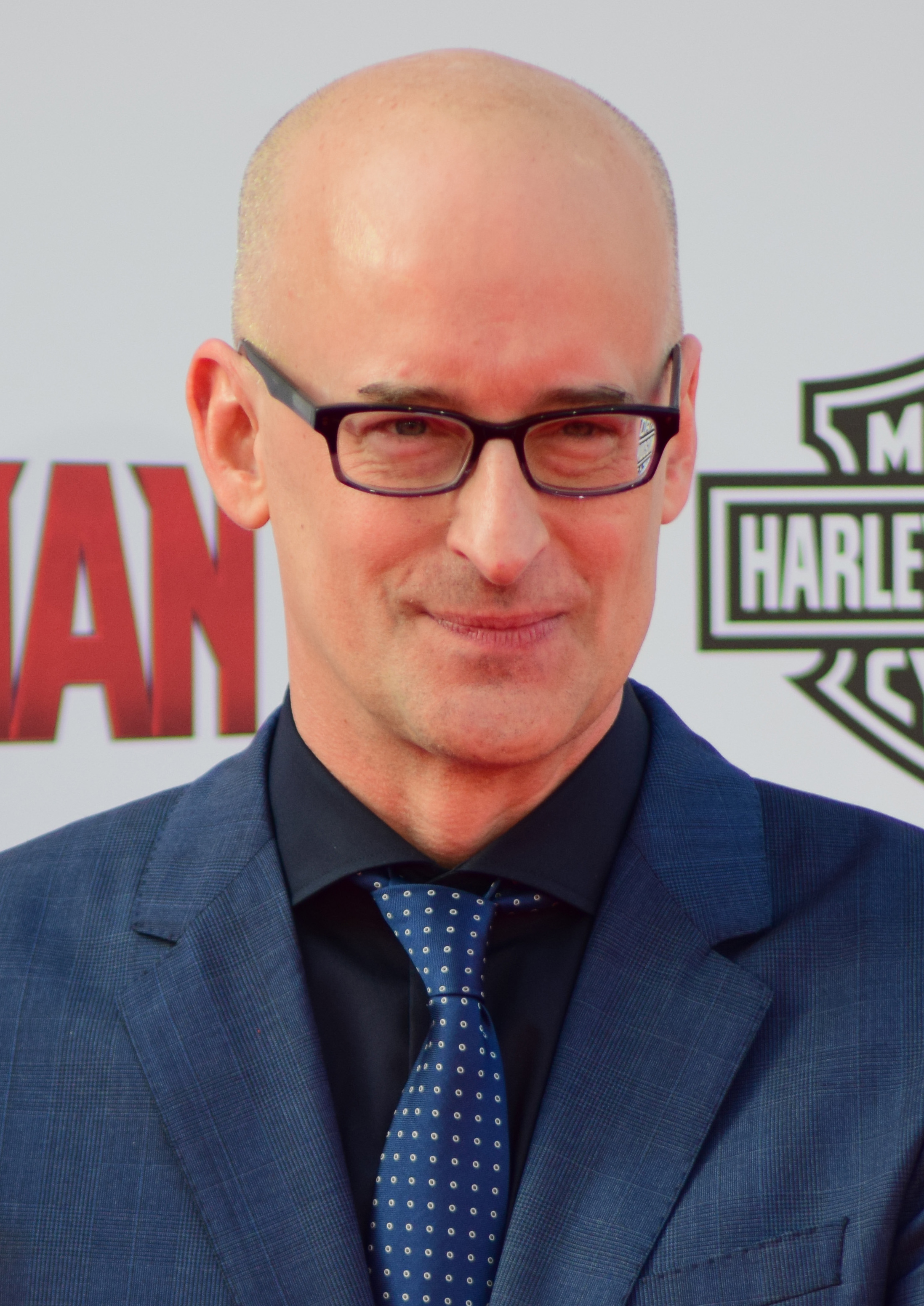
《蟻人3》導演派頓·瑞德

在《蟻人與黃蜂女》影片上映之前，導演派頓·瑞德表示漫威有望推出蟻人的第三部電影，並已經討論過故事發展方向。2019年11月，派頓·瑞德確認回歸執導，保羅·路德和伊凡潔琳·莉莉回歸分別出演「蟻人」史考特·朗恩和「黃蜂女」·。2020年4月，傑夫·洛夫尼斯確認為影片撰寫劇本。2020年12月，凱文·費吉在迪士尼投資人會議上公佈影片的正式片名為，並公佈主要演員名單。影片於2021年2月初在土耳其開機拍攝，主體拍攝於2021年7月在英格蘭白金漢郡的松樹林片廠開機，11月結束拍攝作業。製作組還在喬治亞州亞特蘭大和舊金山取景拍攝。《蟻人與黃蜂女：量子狂熱》於2023年2月6日舉行首映，並於2月17日在美國上映。
電影設定為發生於2025年，大約與2022年電影《黑豹2：瓦干達萬歲》事件及2022年影集《驚奇少女》的早期事件同時發生	
。喬納森·梅傑斯回歸出演征服者康，他此前在2021年影集《洛基》第一季季終集〈時刻守護〉中出演征服者康的變體留存者；他亦在首段片尾片段中出演永生者、拉瑪-圖及百夫長等該角色數以十萬計的變異因子，第二支片尾片段則是《洛基》第二季的片段，登場角色包括由湯姆·希德斯頓、歐文·威爾森和梅傑斯分別回歸出演的變異因子洛基、時間變異管理局特工莫比烏斯·M·莫比烏斯及征服者康的變異因子維克多·泰姆利。

#### 《星際異攻隊3》（2023年）

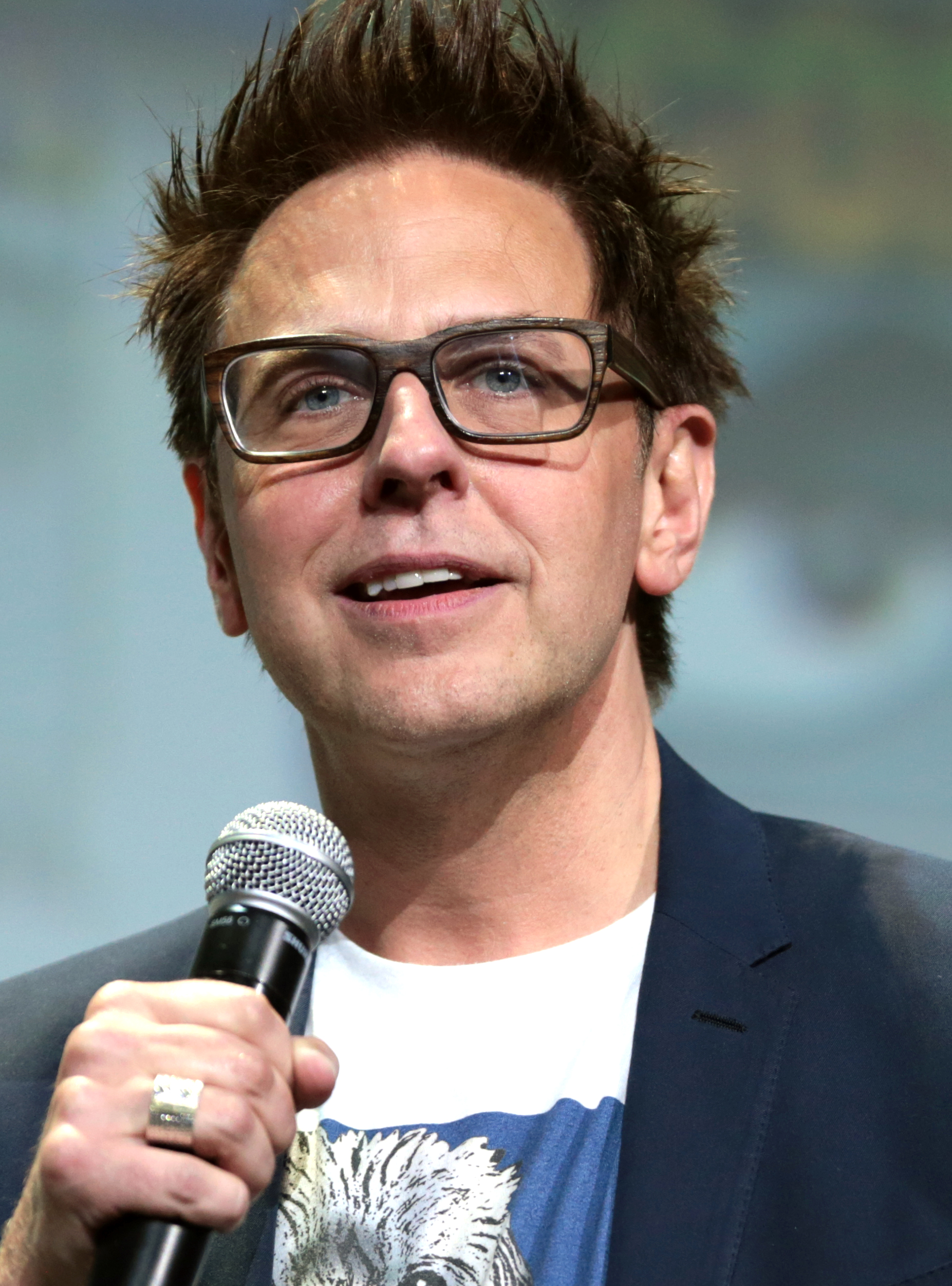
《星際異攻隊3》導演詹姆斯·岡恩

2016年4月，凱文·費吉表示：「《星際異攻隊3》是正考慮在2019年之後發布的電影」。2017年3月，導演詹姆斯·岡恩表示肯定會製作《星際異攻隊3》，並於隨後一個月確認回歸執導《星際異攻隊3》，並撰寫劇本。2018年7月20日，迪士尼和漫威影業因岡恩多年以前在推特上發表不當言論而將其解僱。同月30日，主演克里斯·普瑞特、佐伊·索尔达娜和布萊德利·古柏以及劇組其他成員聯名簽署了一封公開信，希望詹姆斯·岡恩能夠繼續擔任第三輯的導演。8月，漫威與岡恩解約，但計劃仍將採用岡恩所撰寫的《星際異攻隊3》劇本。影片的製作日期被推遲到2018年8月。2019年3月，迪士尼和漫威撤回與前導演詹姆斯·岡恩的解約協議，岡恩同期先後製作DC擴展宇宙的重啟版電影《自殺突擊隊》及其衍生影集《和平使者》，在完成拍攝工作之後，回歸執導《星際異攻隊3》。電影原計劃於2019年1月開機拍攝，隨後拍攝日期推遲至2021年後期。2019年7月，凱文·費吉在聖地牙哥國際漫畫展上證實影片正在開發中。電影的主體拍攝於2021年11月在喬治亞州亞特蘭大開機，計劃於2022年4月左右殺青。製作組還在倫敦取景拍攝。《星際異攻隊3》計劃於2023年5月5日在美國上映。
電影的主體故事發生在2022年電影《雷神索爾：愛與雷霆》和2022年電視特輯《星際異攻隊假日特輯》之後。

#### 《驚奇隊長2》（2023年）
2019年2月，布麗·拉森表示希望在《驚奇隊長》續集中引入「驚奇少女」卡瑪拉·克汗。凱文·費吉此前透露計劃在《驚奇隊長》上映之後，將卡瑪拉·克汗引入漫威電影宇宙。3月，費吉表示自己對於《驚奇隊長》續集已有「非常精彩」的創意，費吉補充續集故事的發生時間可能介於第一部影片和卡蘿·丹佛斯第一次出現於《復仇者聯盟4：終局之戰》之間。2019年7月，凱文·費吉在聖地牙哥國際漫畫展上表示影片正在開發中。2020年1月，梅根·麥克唐納被漫威聘請撰寫劇本。安娜·波頓與瑞安·弗雷克不再回歸，漫威正在尋求女導演執導影片。8月，漫威宣佈聘請妮亞·達科斯塔執導影片，她同時與艾莉莎·克拉希克（Elissa Karasik）和贊伯·威爾斯共同撰寫劇本。12月，凱文·費吉在迪士尼投資人會議上公佈影片的暫定片名為《驚奇隊長2》（Captain Marvel 2）。第二攝影組於2021年4月9日在新澤西州的澤西市開啟拍攝作業，主體拍攝計劃於2021年5月31日開機，取景地點包括倫敦、洛杉磯、新澤西州以及英格蘭白金漢郡的松林製片廠。2021年5月，漫威公佈公佈影片的正式片名為。第二攝影組於2021年4月中旬在新澤西州的澤西市開啟拍攝作業。主體拍攝於2021年8月在英格蘭白金漢郡的松林製片廠、薩里郡朗克羅斯製片廠和意大利維博瓦倫蒂亞省特羅佩亞開機。製作組還在洛杉磯取景拍攝。拍攝作業於2022年5月殺青。《驚奇隊長2》定於2023年11月10日在美國上映。
在故事情節上，影片與《驚奇少女》相關聯，並延續《驚奇隊長》的劇情。伊曼·維拉尼回歸出演「驚奇少女」卡瑪拉·克汗，維拉尼在影集《驚奇少女》中首次出演該角色。薩加爾·謝赫、潔諾比亞·史洛夫和莫漢·卡普爾分別回歸出演卡瑪拉的哥哥阿米爾（Amir）、母親穆妮芭（Muneeba）和父親尤瑟夫（Yusuf），這些角色在影集《驚奇少女》中首次出現於漫威電影宇宙。泰娜·帕麗斯回歸出演《汪達幻視》中的角色莫妮卡·藍博，該角色在2019年電影《驚奇隊長》中首次出現，影片中的時間設定於1995年，由阿麗卡·阿卡巴出演少女時期的莫妮卡。

#### 《死侍與金鋼狼》（2024年）

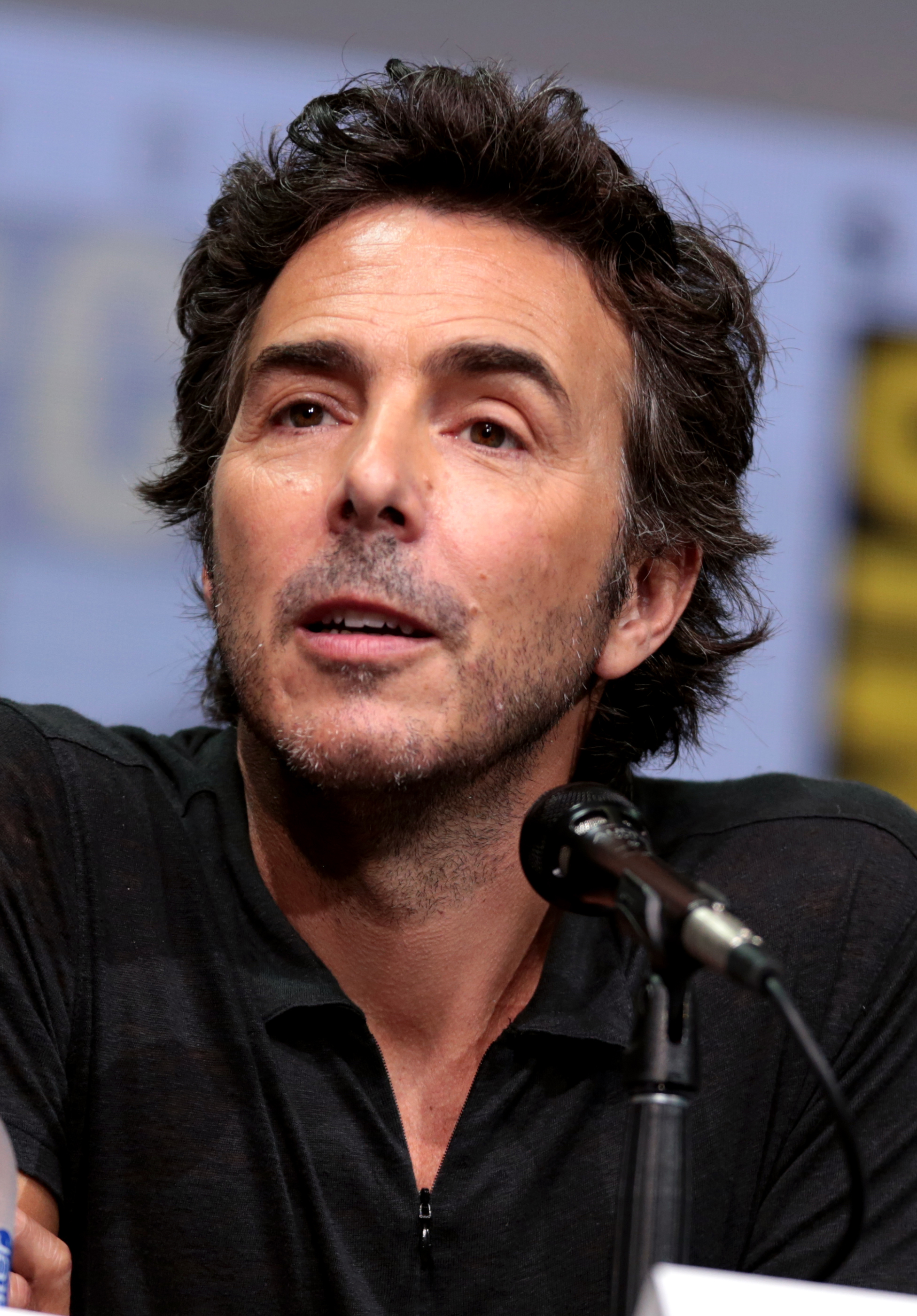
《死侍與金鋼狼》的導演薛恩·李維

2017年12月，華特迪士尼公司宣布計劃收購二十世紀福斯，迪士尼的首席執行長羅伯特·艾格表示以後X戰警的相關電影將由漫威影業開發和製作，並設定為漫威電影宇宙的一部分，死侍雖然作為限制級電影中的超級英雄角色，但仍允許在迪士尼的電影中繼續存在，並且將是唯一不重啟和不重新選角的角色系列，由萊恩·雷諾斯繼續在漫威電影宇宙中飾演死侍。2019年12月，萊恩·雷諾斯確認漫威影業正在開發第三部《死侍》電影。2020年11月，溫蒂·莫莉紐克絲和莉茲·莫莉紐克絲-洛林確定擔當編劇，萊恩·雷諾斯確定回歸出演標題角色，影片的分級仍然為限制級。2021年1月，凱文·費吉證實影片屬於漫威電影宇宙。2022年3月，前兩部電影編劇雷特·瑞斯和保羅·韋尼克回歸改寫劇本，薛恩·李維確定擔當導演。萊恩·雷諾斯的公司及李維亦負責製片。2023年1月，宣佈贊伯·威爾斯將共同撰寫劇本。影片的主體拍攝於2023年5月在倫敦開機。2024年2月11日，公佈正式片名為《死侍與金鋼狼》（Deadpool & Wolverine）。《死侍與金鋼狼》定於2024年7月26日在美國上映。
休·傑克曼確認回歸飾演前福斯旗下二十世紀影業發行的《X戰警電影系列》的经典角色「金鋼狼」詹姆士·「羅根」·赫利特。

#### 《美國隊長：無畏新世界》（2025年）
2021年4月，Disney+影集《獵鷹與酷寒戰士》完結之後，首席編劇麥爾坎·斯貝爾曼透露正在與達蘭·穆森共同開發《美國隊長4》的劇本。2021年8月，安東尼·麥凱確定回歸領銜主演標題角色「美國隊長」山姆·威爾遜。2022年7月，朱利斯·歐納確認擔任導演。影片將會探索山姆·威爾遜成為「美國隊長」後的經歷。影片的主體拍攝計劃於2023年3月在亞特蘭大的三石製片廠開機。《美國隊長：無畏新世界》定於2025年2月14日在美國上映。
將會在電影中回歸的《獵鷹與酷寒戰士》角色包括丹尼·拉米瑞茲出演的瓦昆·托雷斯和卡爾·魯伯利出演的以賽亞·布萊德利，托雷斯將在電影中接替成為「美國隊長」的威爾遜成為新一代「獵鷹」。提姆·布雷克·尼爾森回歸出演《無敵浩克》中的角色山繆·史登斯（Samuel Sterns），該角色將在電影中以反派「首腦」的身份登場。哈里森·福特取代早前逝世的好友威廉·赫特飾演漫威電影宇宙角色撒迪厄斯·E·「雷霆」·羅斯。

### 《雷霆特攻隊*》（2025年）
2022年6月，《Deadline》報導漫威正準備製作一部雷霆特攻隊改編電影，由傑克·史崔爾執導，執筆過《黑寡婦》、《雷神索爾3：諸神黃昏》等多部漫威電影的艾瑞克·皮爾森出任編劇，影片講述一群反英雄受政府委任執行任務。主體拍攝於2023年6月在亞特蘭大開機。《雷霆特攻隊*》定於2025年5月2日在美國上映。
賽巴斯汀·斯坦、漢娜·約翰-卡門、懷特·羅素、茱莉·路易絲-卓佛、佛蘿倫絲·普伊、大衛·哈伯和歐嘉·柯瑞蘭寇回歸分別出演「酷寒戰士」詹姆斯·布坎南·「巴奇」·巴恩斯、「幽靈」艾娃·史塔爾、「美國特工」約翰·沃克、瓦倫緹娜·艾蕾格拉·德芳亭、「黑寡婦」葉蓮娜·貝洛娃、「紅色守衛者」阿列克謝·肖斯塔科夫和「模仿大師」安東妮雅·德雷科夫。
哈里森·福特繼《美國隊長：無畏新世界》後再次飾演撒迪厄斯·E·「雷霆」·羅斯。

## 電視劇
所有影集均於Disney+首播。
| 劇集                     | 季數 | 集数 | 集数 | 上線日期       | 上線日期       | 上線日期     | 首席編劇          | 導演                                                    |
| 劇集                     | 季數 | 集数 | 集数 | 首映           | 季终           | 电视网       | 首席編劇          | 導演                                                    |
| ------------------------ | ---- | ---- | ---- | -------------- | -------------- | ------------ | ----------------- | ------------------------------------------------------- |
| 《秘密入侵》             | 1    | 6    | 6    | 2023年6月21日  | 2023年7月26日  | Disney+      | 凱爾·布萊斯特里特 | 托馬斯·伯祖查 （ 英语 ： Thomas Bezucha） 阿里·薩利姆 （ 英语 ： Ali Selim）   |
| 《洛基》                 | 2    | 6    | 6    | 2023年10月5日  | 2023年11月9日  | Disney+      | 艾瑞克·馬丁       | 賈斯汀·班森 （ 英语 ： Justin Benson (director)） 亞倫·穆赫德                   |
| 《無限可能：假如…？》    | 2    | 9    | 9    | 2023年12月22日 | 2023年12月30日 | Disney+      | A·C·布拉德利      | 布萊恩·安德魯斯                                         |
| 《無限可能：假如…？》    | 3    | 8    | 8    | 2024年12月22日 | 2024年12月29日 | Disney+      | 馬修·昌西         | 布萊恩·安德魯斯                                         |
| 《迴聲》                 | 1    | 5    | 5    | 2024年1月9日   | 2024年1月9日   | Disney+ Hulu | 瑪麗恩·戴爾       | 席德妮·費蘭 （ 英语 ： Sydney Freeland） 卡特琳娜·麥肯齊 （ 英语 ： Catriona McKenzie） |
| 《阿嘉莎：無所不在》     | 1    | 9    | 9    | 2024年9月18日  | 2024年10月30日 | Disney+      | 潔克·薛佛         | 潔克·薛佛 占賈·蒙泰羅                                   |
| 《蜘蛛人：你的友好鄰居》 | 1    | 10   | 10   | 2025年1月25日  | 2025年2月19日  | Disney+      | 傑夫·川默         | 梅尔·茨维尔 丽莎·辛格 斯图尔特·利文斯顿                 |
| 《夜魔俠：重生》         | 1    | 9    | 9    | 2025年3月4日   | 2025年4月15日  | Disney+      | ·和·奧德          | 賈斯汀·班森 亞倫·穆赫德                                 |
| 《鋼鐵心》               | 1    | 6    | 6    | 2025年6月24日  | 2025年7月1日   | Disney+      | 齊娜卡·霍奇       | 山姆·貝利 （ 英语 ： Sam Bailey (director)） 安吉拉·巴恩斯 [ 132 ]           |

### 《秘密入侵》（2023年）
史克魯爾人的一支族群潛入地球，滲透進人類的各個層面。
2020年9月25日，漫威影業宣佈將開發以尼克·福瑞為主角的電視劇，山繆·傑克森回歸領銜出演尼克·福瑞，凱爾·布萊斯特里特擔當編劇兼執行監製。12月10日，漫威影業總裁凱文·費吉在迪士尼投資人會議上宣佈影片的正式片名為《秘密入侵》（Secret Invasion），影集改編自同名漫畫，班·曼德森回歸領銜出演史克魯爾人的首領塔洛斯。托馬斯·伯祖查和阿里·薩利姆擔當導演。影集於2021年9月在英國倫敦開機拍攝，拍攝地點還包括英國的西約克郡和利物浦，2022年4月底殺青。重拍的拍攝地點橫跨西约克郡和英格兰利物浦。影集共6集，定於2023年初播出。
故事發生於2019年電影《蜘蛛人：離家日》之後，劇情延續《驚奇隊長》。蔻碧·史莫德、馬丁·費里曼和唐·奇鐸分別回歸飾演瑪麗亞·希爾、艾爾佛特·K·羅斯和詹姆斯·「羅德」·羅德斯。

### 《迴聲》（2024年）
2021年3月，漫威宣布開發《鷹眼》的衍生影集，影集以「迴聲」瑪雅·洛佩茲為主角，阿拉奎·考克斯回歸領銜出演該角色，伊坦·柯恩和艾蜜莉·柯恩（Emily Cohen）擔當編劇及執行製片人。2021年11月，漫威正式確定開發影集，片名為《迴聲》（Echo），瑪麗恩·戴爾（Marion Dayre）擔當首席編劇。影集的主體拍攝於2022年4月下旬開機，並於8月殺青，拍攝地點包括喬治亞州亞特蘭大都會區的亞特蘭大、桃樹城、索肖爾瑟克爾和格蘭特維爾。席德妮·費蘭和卡特琳娜·麥肯齊擔當導演。《迴聲》預計於2023年底12月左右播出，但於2023年2月據報將不太可能如此前所宣佈在2023年發佈；故事情節將由《夜魔俠：重生》承接。
扎恩·麥克拉農、文森·唐諾佛利歐和查理·考克斯回歸分別飾演《鷹眼》中的角色威廉·洛佩茲（William Lopez）、《夜魔俠》中的角色「金霸王」·菲斯克和「夜魔俠」馬修·梅鐸。

### 《阿嘉莎：無所不在》（2024年）
2021年10月，據報漫威正在開發一部「黑色喜劇」類型的《汪達幻視》衍生影集，凱薩琳·哈恩回歸領銜出演阿嘉莎·哈克尼斯，潔克·薛佛回歸擔當首席編劇和執行製片人。2021年11月，漫威正式確定開發影集，片名為《阿嘉莎：哈克尼斯家族》（Agatha: House of Harkness）。2022年7月，影集重命名為《阿嘉莎：混沌女巫》（Agatha: Coven of Chaos）。主體拍攝於2023年1月中旬在三石製片廠開機，薛佛、占賈·蒙泰羅（Gandja Monteiro）與瑞秋·戈德堡負責執導不同集數，拍攝作業預測至少持續至2023年4月。影集共九集，定於2023年底播出。
艾瑪·考爾菲德、黛布拉·喬·拉普、大衛·佩頓（David Payton）、大衛·倫格爾（David Lengel）、阿西夫·阿里（Asif Ali）、阿莫斯·格里克（Amos Glick）、布萊恩·布萊曼（Brian Brightman）和凱特·富比士（Kate Forbes）分別回歸出演《汪達幻視》中的角色莎拉·科普特爾（Sarah Proctor）、莎朗·戴維斯（Sharon Davis）、約翰·柯林斯（John Collins）、哈羅德·科普特爾（Harold Proctor）、阿比拉什·坦登（Abilash Tandon）、情景喜劇中的「丹尼斯」（"Dennis"）、警長和伊凡諾拉·哈克尼斯（Evanora Harkness）。

### 《蜘蛛人：你的友好鄰居》（2025年）
故事講述另一宇宙中彼得·帕克的早期「蜘蛛人」生活。
2021年11月，漫威影業正式確定開發動畫影集《你的友善鄰居蜘蛛人》（Spider-Man: Freshman Year）。由傑夫·川默（Jeff Trammel）擔任首席編劇和執行製片人，風格是“慶祝”和致敬早期蜘蛛人漫畫。影片的第二季片名於2022年7月的聖地亞哥國際漫畫展被公佈為Spider-Man: Sophomore Year。

### 《夜魔俠：重生》第一季（2025年）
2022年3月，漫威電視和ABC工作室聯合製作的網路影集《夜魔俠》從Netflix下架，移至Disney+播出。同月，美國影視行業業內雜誌《製作週刊》稱《夜魔俠》重啟項目正在開發階段，凱文·費吉和克里斯·格雷（Chris Gray）擔當製片人。2022年5月，項目確認為處於開發階段的Disney+影集。7月，文森·唐諾佛利歐和查理·考克斯確認回歸分別飾演「金霸王」威爾遜·菲斯克和「夜魔俠」馬修·梅鐸，
馬特·科曼和克里斯·奧德（Matt Corman & Chris Ord）擔任首席編劇和執行製作人。2023年3月，強·柏恩瑟確認回歸飾演「制裁者」法蘭克·卡索。主體拍攝定於2023年3月初在紐約開機，11月中旬完結。影集的故事情節與《迴聲》相關聯，共18集，計劃於2024年初播出。

### 《鋼鐵心》（2025年）

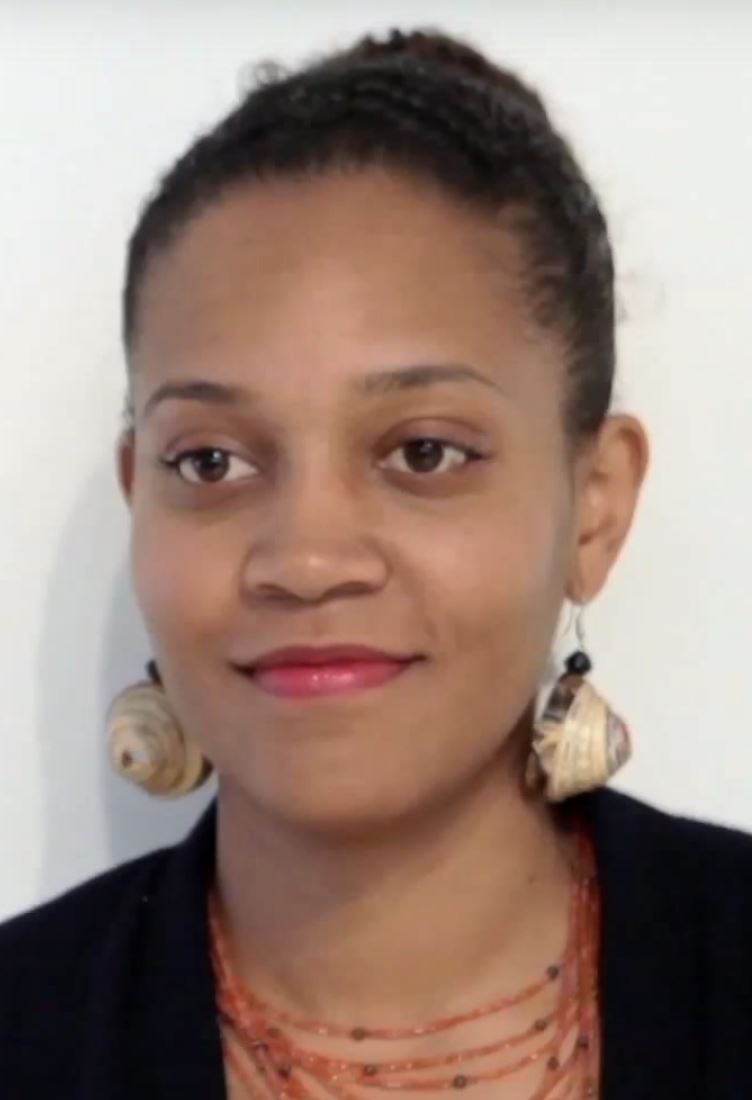
《鋼鐵心》首席編劇齊娜卡·霍奇

2020年12月10日，漫威影業總裁凱文·費吉在迪士尼投資人會議上宣佈基於同名角色開發影集《鋼鐵心》，多米妮克·索恩確定領銜出演女主角「鋼鐵心」莉莉·威廉斯。索恩在2022年電影《黑豹2：瓦干達萬歲》中首次出演該角色。2021年4月，齊娜卡·霍奇確定擔當首席編劇。《黑豹》和《黑豹2》的編劇兼導演瑞恩·庫格勒擔當執行製作人，山姆·貝利和安吉拉·巴恩斯（Angela Barnes）擔當導演。主體拍攝於2022年6月在亞特蘭大的三石製片廠開機，並於10月在芝加哥拍攝，最終於11月初殺青。影集故事發生於《黑豹2：瓦干達萬歲》之後，共6集，定於2023年底播出，但於2023年2月據報將不太可能如此前所宣佈在2023年發佈。

## 迴響

### 票房表現
| 序   | 電影                       | 美國上映日期  | 票房收入     | 票房收入     | 票房收入       | 票房歷史總榜排名 | 票房歷史總榜排名 | 製作成本  | 來源            |
| 序   | 電影                       | 美國上映日期  | 北美         | 北美之外     | 全球           | 北美             | 全球             | 製作成本  | 來源            |
| ---- | -------------------------- | ------------- | ------------ | ------------ | -------------- | ---------------- | ---------------- | --------- | --------------- |
| 31   | 《蟻人與黃蜂女：量子狂熱》 | 2023年2月17日 | $214,496,697 | $261,566,271 | $476,062,968   | 200              | 254              | 2億美元   | [ 179 ] [ 180 ] |
| 32   | 《星際異攻隊3》            | 2023年5月5日  | $330,372,769 | $458,697,527 | $789,070,296   | 78               | 105              | 2.5億美元 | [ 181 ] [ 182 ] |
| 總計 | 總計                       | 總計          | $544,869,466 | $720,263,798 | $1,265,133,264 | –                | –                | 待定      |                 |

### 評價
| 序 | 電影                       | 專業評價         | 專業評價       | 公眾評價 | 公眾評價 |
| 序 | 電影                       | 爛番茄           | Metacritic     | 影院評分 | PostTrak |
| -- | -------------------------- | ---------------- | -------------- | -------- | -------- |
| 31 | 《蟻人與黃蜂女：量子狂熱》 | 46%（393篇評論） | 48（61篇評論） | B        | 75%      |
| 32 | 《星際異攻隊3》            | 82%（368篇評論） | 64（62篇評論） | A        | 91%      |

## 時間線
在第五階段，《蟻人與黃蜂女：量子狂熱》故事時間設定於2025年，大約與《黑豹2：瓦干達萬歲》事件及《驚奇少女》的早期事件同時發生	
。《秘密入侵》故事時間設定於《蜘蛛人：離家日》之後，《星際異攻隊3》主體故事發生在2022年電影《雷神索爾：愛與雷霆》和特輯《星際異攻隊假日特輯》之後；《驚奇隊長2》發生在2022年影集《驚奇少女》之後，《迴聲》和《鋼鐵心》分別發生在2021年影集《鷹眼》和2022年電影《黑豹2：瓦干達萬歲》之後。